# Leptotrichella subangulata
Leptotrichella subangulata là một loài Rêu trong họ Dicranaceae. Loài này được (Thwaites & Mitt.) Ochyra mô tả khoa học đầu tiên năm 1997.